# Mimudea seriopunctalis
Mimudea seriopunctalis là một loài bướm đêm trong họ Crambidae.